# Without Men
Pour plus de détails, voir Fiche technique et Distribution.
Without Men (littéralement : Sans Hommes) est un film américain de 2011 réalisé par Gabriela Tagliavini qui est basé sur la nouvelle de James Cañón (en) Tales from the Town of Widows (en).

## Synopsis
Les femmes d'un village isolé d'Amérique latine sont obligées de gérer à elles seules toutes les tâches, car les hommes du village ont été recrutés de force par la guérilla communiste.

## Fiche technique
- Titre original : Without Men
- Réalisation : Gabriela Tagliavini
- Scénario : Gabriela Tagliavini, James Cañón (en) (auteur de la nouvelle Tales from the Town of Widows (en))
- Producteur :
- Production : Indalo Productions, Venus Films
- Musique :
- Pays de production :  États-Unis
- Langue d'origine : anglais américain
- Lieux de tournage : Santa Ventura Studios, Ventura, Californie, États-Unis
- Genre : Comédie
- Durée : 87 minutes (1 h 27)
- Date de sortie : 
  - États-Unis 29 juin 2011
  - Allemagne 28 octobre 2011 (sortie DVD)
  - Pays-Bas 7 février 2012
  - Japon 2 novembre 2012 (sortie DVD)

## Distribution
- Eva Longoria : Rosalba
- Christian Slater : Gordon
- Oscar Nuñez : le prêtre Rafael
- Kate del Castillo : Cleotilde
- Mónica Huarte : Cecilia
- Yvette Yates : Virgelina
- Maria Conchita Alonso : Lucrecia
- Luis Chávez : le prêtre Rafael jeune
- Guillermo Díaz : Campo Elias
- Paul Rodriguez : Camacho
- Camryn Manheim : la patronne
- Judy Reyes : Magnolia
- Fernanda Romero : Ubaldina
- Hope Dworaczyk Smith : Nadja
- Jesse Garcia : l'assistant de la patronne